# 华山站 (青岛市)
华山站是青岛地铁6号线的地铁车站，位于中华人民共和国山东省青岛市黄岛区郑戈庄路与西华山路交叉口东侧，于2024年4月26日开通。

## 车站结构
华山站位于郑戈庄路与西华山路交叉口东侧，垂直于郑戈庄路设置，呈南北走向，为地下两层岛式站台车站，车站长205米，宽23.4米，车站地下一层为站厅层，地下二层为站台层，站台设置全高站台门。
| 地面              | 出入口 | A、B、C出入口                                                                                           |
| 地下一层          | 站厅   | 客服中心、自动售票机、验票机                                                                            |
| 地下二层          | 站台   | \| \| \| 6号线往横云山路（星海滩路） \| \| 島式 · 開左邊车门 \| \| \| \| \| \| 6号线往灵山湾（辛屯） \| |
|                   |        | 6号线往横云山路（星海滩路）                                                                             |
| 島式 · 開左邊车门 |        | |
|                   |        | 6号线往灵山湾（辛屯）                                                                                   |

## 出入口
华山站共设3个出入口，各出口及周围设施如下所示：
| 编号                | 指示         | 建议前往的目的地 | 图片 |
| ------------------- | ------------ | ---------------- | ---- |
| A · 出口            | 郑戈庄路(北) |                  |      |
| B · 出口            | 郑戈庄路(北) |                  |      |
| C · 出口 · （设有） | 郑戈庄路(南) |                  |      |
| 图例： 设有         |              |                  |      |

## 接驳交通

### 公交车
- 华山地铁站：黄岛216路

## 车站历史
本站工程名为华山一路站，正式站名为华山站，以车站所处的传统片区名华山命名。
- 2021年8月12日，车站暗挖拱部贯通[4]。
- 2024年4月26日，车站随6号线一期通车开通[1]。